# Luigi Calabresi

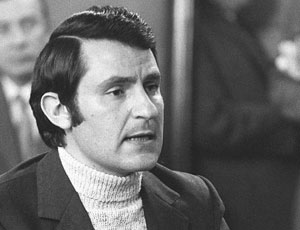
Luigi Calabresi (1970)

Luigi Calabresi (* 14. November 1937 in Rom; † 17. Mai 1972 in Mailand) war ein italienischer Polizeikommissar, der vor seinem Haus Opfer eines Attentats wurde und dabei zwei Schüssen aus einem Revolver erlag.

## Mord
Der Mord an Calabresi geschah vor dem Hintergrund mehrerer Bombenattentate in Rom und Mailand im Jahre 1969. Während der Ermittlungen wurde der Anarchist Giuseppe Pinelli verhaftet, der später im Gewahrsam der Polizei unter ungeklärten Umständen aus dem Fenster stürzte und verstarb. Giuseppe Pinelli war fälschlicherweise verdächtigt worden. Später stellte sich heraus, dass der Terroranschlag von Rechten durchgeführt worden war. Aus Mangel an Beweisen wurde das Verfahren gegen die Polizeibeamten eingestellt, und es wurde gerichtlich festgestellt, dass Pinellis Sturz ein Unfall gewesen sei. Der Fall fand in Dario Fos Zufälliger Tod eines Anarchisten eine künstlerische Verarbeitung.
Calabresi wurde in Teilen der Öffentlichkeit beschuldigt, für den Tod des Pinelli verantwortlich zu sein. Die linke Bewegung Lotta Continua gehörte zu denjenigen, die Calabresi dafür verantwortlich machten.
Die Täter und Anstifter des Mordes an Calabresi wurden erst nach vielen Jahren ermittelt. Als Anstifter des Mordes wurden Adriano Sofri und Giorgio Pietrostefani, als Täter Ovidio Bompressi und Leonardo Marino identifiziert und verurteilt.
Luigi Calabresi erhielt die Goldmedaille der italienischen Republik für zivile Tapferkeit.

## Seligsprechungsprozess
Auf Initiative des Priesters Ennio Innocenti wurde für Luigi Calabresi ein Seligsprechungsprozess eingeleitet. Als zuständiger Diözesanbischof prüft Dionigi Kardinal Tettamanzi seit 2007 das vorgelegte Material. Papst Paul VI. erhob Luigi Calabresi zum ehrwürdigen Diener Gottes.